# ハッピーエンド (アルバム)
『ハッピーエンド』は、日本のロックバンド、フラワーカンパニーズの14枚目のスタジオ・アルバム。2012年10月3日、ソニー・ミュージックアソシエイテッドレコーズよりリリース。

## 概要
- オリジナル・アルバムとしては前作より約2年ぶりのリリース。
- 「エンドロール」はMVが作られており、柿本ケンサクが監督を務め、忍成修吾、田中要次、マメ山田、紗倉まなが出演している。

## 収録曲
- 全作詞・作曲：鈴木圭介
- 編曲：フラワーカンパニーズ （3のみ編曲：常田真太郎）

1. また明日 (4:31)
2. ロックンロール (4:31)
3. エンドロール (7:00)
4. 旅待ち (4:21)
5. 人生GOES ON (3:53)
6. SO LIFE (5:00)
7. 夏のにおい (4:09)
8. なれのはて (3:20)
9. 246 (3:59)
10. ひとつだけ (3:05)
11. 煮込んでロック (3:08)
12. 宛てのない歌(5:25)
13. 天使 (8:40)

## 参加ミュージシャン
- 常田真太郎：ピアノ, オルガン, プログラミング (3)
- ハードリカー乃木坂：パーカッション (4,7,11)
- 大塚崇史：指笛 (5)
- 杉並児童合唱団：コーラス (12)

## 初回限定盤DVD
- エンドロール(MUSIC CLIP)
- 新曲リハーサル映像～2012．07．30at梅ヶ丘　Rinky Dink Studio～